# Systropus namaquensis
Systropus namaquensis är en tvåvingeart som beskrevs av Hesse 1938. Systropus namaquensis ingår i släktet Systropus och familjen svävflugor. Inga underarter finns listade i Catalogue of Life.